# Onewe
Onewe (en hangul, 원위), estilizado como ONEWE, es una banda surcoreana de rock alternativo. Está compuesta por cinco integrantes: Yonghoon, Kanghyun, Harin, Dongmyeong y Giuk (anteriormente conocido como CyA).
Los cinco miembros formaron la banda originalmente con el nombre M.A.S 0094 (Make a Sound 0094) y lanzaron su primer sencillo digital «Butterfly, Find a Flower» el 13 de agosto de 2015 bajo la discográfica Modern Music. Posteriormente publicaron dos EPs: Feeling Good Day, en 2016, y Make Some Noise, en 2017; ambos fueron sus últimos lanzamientos como M.A.S 0094.
En abril de 2017 firmaron un contrato con la compañía RBW y renombraron a la banda como MAS. Posteriormente, en junio de 2018, se anunció su nuevo nombre sería Onewe. La banda debutó nuevamente con su primer álbum sencillo 1/4 el 13 de mayo de 2019.

## Historia
Kanghyun y Harin asistieron a la misma academia de música. Kanghyun le dio a Harin la idea de formar una banda y él aceptó, siendo así solo ellos dos. Algún tiempo después, Giuk ingresó a la misma academia y se le ofreció ser parte de su banda, siendo esta una banda conformada, ahora, por tres amigos.
Luego estaban buscando un vocalista para unirse a su banda y Giuk se le ocurrió la idea a su amigo y vecino Dongmyeong, siendo así el cuarto miembro en unirse.
Los tres miembros que componían la banda en ese entonces, fueron a una competencia donde Yonghoon (vocalista y solista) fue el ganador. Quedaron tan impresionados por sus habilidades que le ofrecieron ser parte de su banda.
Con la banda ya formada en 2015, comenzaron a componer y producir sus propias canciones y a donar las pequeñas ganancias que recibían de ellas a fundaciones benéficas. En 2017 MAS 0094 finalmente se unió a RBW Entertainment, debutando posteriormente como ONEWE en 2019.
Yonghoon piensa que su carrera como banda comenzó oficialmente cuando debutaron bajo el nombre de ONEWE y que ser parte de MAS 0094 fue algo así como su período de formación.

## Miembros
- Yonghoon (용훈) - líder, vocalista principal
- Kanghyun (강현) - guitarrista
- Harin (하린) - batería
- Dongmyeong (동명) - teclista, vocalista
- Giuk (기욱; anteriormente conocido como CyA (키아)) - bajista, rapero